# Tutorat à distance
Le tutorat à distance est la juxtaposition des concepts de tutorat et de distance. Il a pour principal objectif de soutenir les apprenants dans leur parcours d'apprentissage au sein d'un dispositif de formation ouverte et à distance (FOAD). Il aide à rompre l'isolement des apprenants et à faciliter leur atteinte des objectifs pédagogiques. Le tutorat à distance est également parfois appelé tutorat en ligne lorsque les séances s'effectuent sur le web. 
En tant que relation d'aide, il consiste à permettre à un apprenant d'évoluer harmonieusement dans son parcours de formation, de vivre celui-ci de manière équilibrée avec ses autres activités et d'en tirer le profit maximum. 

## Les tuteurs à distance
La fonction tutorale ou plus exactement les fonctions tutorales sont très variées selon les contextes et/ou les dispositifs de formation. Ces fonctions sont le plus souvent décrites dans une charte tutorale qui rassemble les droits et devoirs du tuteur vis-à-vis de l'institution qui l'emploie et des apprenants qu'il encadre.

### Niveau d'intervention des tuteurs
Le tuteur intervient auprès des apprenants sur différents plans : cognitif, motivationnel, socio-affectif et métacognitif. Le tuteur peut être l'expert de contenu du cours enseigné ou uniquement un assistant pédagogique. Les champs d'interventions tutorales (sur le contenu didactique, administratif, méthodologique, technique, etc.) peuvent être répartis entre différentes personnes et des ressources de support à l'apprentissage. On parle alors de système tutoral. 
Le style de tutorat est lié à l'approche pédagogique privilégiée dans le dispositif de formation. Par exemple, le tutorat dans sa version non-directive est fortement imprégné des techniques de relations d'aide (attitude de non jugement ; écoute active ; capacité d'empathie).

### Profils
Selon Viviane Glikman, les tuteurs se répartissent en plusieurs profils[citation nécessaire] : 
- les formels : plutôt réactifs et ne traitent guère que les demandes d’ordre didactique et méthodologique ;
- les compatissants : seulement réactifs, mais acceptent de traiter toutes les demandes des apprenants, notamment sur des problèmes d’ordre psychologique, matériel, personnel et social ;
- les challengers : proactifs, mais uniquement sur des questions d’ordre didactique et méthodologique ;
- les holistiques : à la fois proactifs et disposés à traiter l’ensemble des problèmes que rencontrent les apprenants.

### Statut professionnel
Il existe trois types de statut de tuteurs à distance[réf. nécessaire] :
- des étudiants plus avancés qui sont soit rémunérés soit obtiennent des crédits de cours en échange de leurs prestations tutorales ;
- des enseignants qui effectuent leurs interventions tutorales à l’intérieur de leur service ou en heures complémentaires ;
- des tuteurs qui sont embauchés spécialement pour ce type d’intervention. Ces derniers restent encore très minoritaires.

Dans une démarche transversale à ces différents statuts, t@d a publié en 2006 une "Grille d'évaluation des conditions de travail des tuteurs à distance". Cette grille se veut être un outil au service des tuteurs et des institutions afin qu’ils se posent les bonnes questions sur les conditions de travail réservées aux tuteurs à distance
En France, la profession de tuteur à distance n’est pas officiellement reconnue. Il n’y a ni statut, ni  titre, dans aucune convention collective. Il n'existe pas de diplôme spécifique, mais les formations de formateurs intègrent des parties dédiées au tutorat.
La fonction de tuteur au Québec est plus largement installée à l'exemple des tuteurs de la TÉLUQ qui bénéficient d'une convention collective, qui organisés en syndicat ont déjà mené des luttes syndicales pour la défense et la reconnaissance de leur métier.
L'AUF (Agence universitaire de la Francophonie) a mis en place très récemment un "Certificat International Francophone au Tutorat en Enseignement à distance" .

### Communauté de tuteurs à distance
t@d, une communauté de pratiques des tuteurs à distance, initiée en 2003, a pour objectifs de faciliter la mutualisation des pratiques tutorales, d'offrir un espace de débats sur les thèmes liés au tutorat à distance, de permettre aux tuteurs de solliciter de l'aide pour la réalisation de leurs interventions tutorales à distance. t@d dispose d'un blog, d'outils de veille collaborative, d'une base documentaire scientifique ainsi que d'une revue "Tutorales", réunis au sein d'un portail.

## Les outils de communication des tuteurs
Le tutorat peut s'exercer à travers des outils synchrones ("en temps réel") ou en asynchrone ("en différé").
En synchrone
- Téléphone
- Web conference
- Messagerie instantanée

En asynchrone
- Courriel
- Forum
- Blog
- Wiki
- Baladodiffusion

## Ingénierie des systèmes tutoraux
Le tutorat à distance s'exerce dans le cadre d'un dispositif FOAD dont les composantes sont :
- des apprenants en parcours individuel ou collectif ;
- une plate-forme d'apprentissage en ligne ;
- des tuteurs ou animateurs ;
- des contenus textuels ou multimédia didactiques ;
- une stratégie pédagogique et tutorale ;
- des activités de validation de connaissance.

Selon la formule de Geneviève Jacquinot le tutorat est considéré comme la pièce maîtresse et reste pourtant le parent pauvre des systèmes et dispositifs de formation à distance.
Les systèmes tutoraux gagnent donc à être pensés le plus tôt possible durant le processus de conception et de réalisation d'un projet FOAD. Et si le tutorat devient une préoccupation réelle pour les porteurs de projets de FOAD ou d'apprentissage en ligne, un réel travail d'ingénierie pédagogique et d'ingénierie des systèmes tutoraux est à mener.